# Diana e le ninfe
Diana e le ninfe è un dipinto a olio su tela (98,5x105 cm) di Jan Vermeer, databile al 1654-1655 circa e conservato nella Mauritshuis all'Aia. Appena visibile è la firma in basso a sinistra: "J.v. Meer"

## Storia

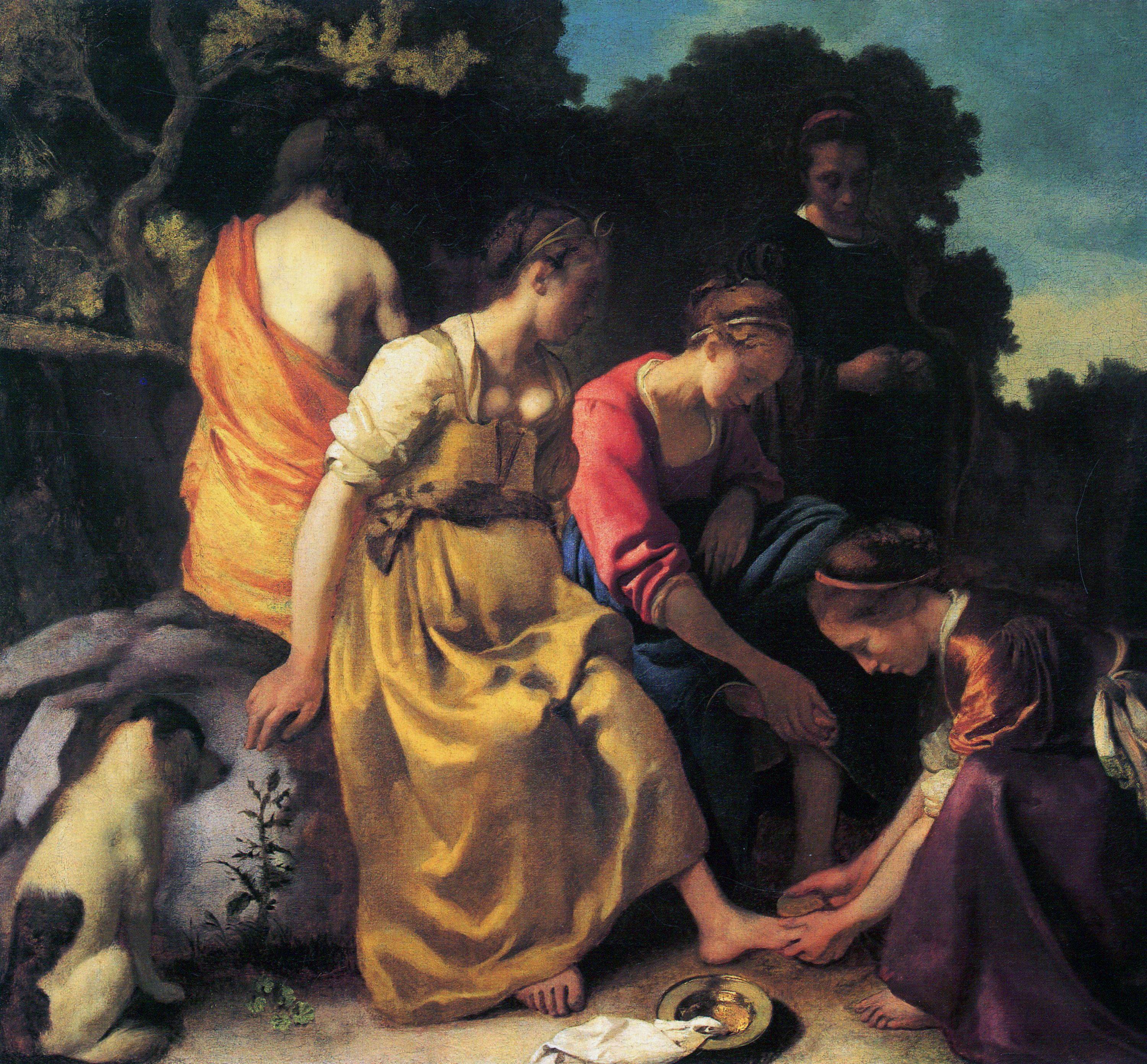
Prima del restauro

Il dipinto prima del 1866 si trovava nella galleria Dirksen all'Aia, dove fu acquistato dall'imprenditore londinese Neville Davison Galdsmith per 175 fiorini. Il 4 maggio 1876 venne acquistato dalla Mauritshuis ad un'asta parigina, dove era stato presentato come opera di Nicolaes Maes, un allievo di Rembrandt. Fu pagato l'esorbitante somma di 10.000 franchi francesi, come lamentato da de Jonge, il direttore del museo, che non ne gradì l'acquisto. L'attribuzione segue le vicende della progressiva chiarificazione della figura di Vermeer: dal Maes venne poi catalogato sotto l'omonimo Johan van der Meer, pittore di Utrecht, e solo dal 1901, in seguito, un confronto con altre opere (soprattutto il Cristo in casa di Marta e Maria di Edimburgo), come Jan Vermeer. Nel dipinto la firma era stata dopotutto ritoccata per sembrare "Maes" invece di "v[er] Meer", e la J venne interpretata da Cornelis Hofstende de Groot come una "P" o anche una "R".
Col restauro del 1999-2000 si è scoperto che il cielo azzurro che si vedeva sullo sfondo era un'aggiunta posticcia del XIX secolo. Sebbene questa versione sopravviva in numerose fotografie e pubblicazioni, l'attuale aspetto a sfondo scuro del dipinto ottimizza la distribuzione originaria di luci ed ombre. In tale occasione si è tornati ad affermare la paternità di Vermeer, a lungo messa in dubbio, sia per l'assenza di altre opere note dell'artista a tema mitologico, sia per l'insolito tipo di firma e di composizione. Tra i nomi alternativi fatti ci sono quello di un pittore italiano tizianesco (C. Hofstede de Groot), di Vermeer padre (Swillens), di van der Meer di Utrecht (Erik Larsen) o di Jacob van Loo.

## Descrizione e stile
Il quadro non fa riferimento ad alcun episodio particolare del mito di Diana, insieme a quattro ninfe, una delle quali le lava i piedi. La dea è riconoscibile con la veste gialla in primo piano, grazie alla falce di luna in testa. Una compagna è seduta accanto con un piede sul ginocchio opposto, posa che sembra citare la statua classica dello Spinario; un'altra sta accovacciata e lava un piede della dea con una ciotola d'acqua, vicina a un bacile di metallo e un fazzoletto per asciugare. Una terza sta in piedi e osserva la scena, una quarta è seduta sulla stessa roccia ma di schiena. In basso a sinistra sta accovacciato un cane, che pure guarda la scena a profil perdu.
Curata è la resa materica dei vari elementi, dalle diverse stoffe alla lucidità del metallo, fino alla pelliccia del cane.
Non è chiaro il significato del dipinto: assenti i riferimenti alla caccia, o all'erotismo delle ninfe, potrebbe essere un'allegoria della notte o della morte, oppure sottintendere la tematica cristiana della lavanda dei piedi, come farebbe pensare il tono solenne, estraneo solitamente ai dipinti mitologici.
Tra i riferimenti che si possono trovare in opere dell'epoca, sono stati colti quelli compositivi con un dipinto di Jacob van Loo nella Gemäldegalerie di Berlino, la resa pittorica densa legata alla scuola di Rembrandt, la posa della dea derivata dalla Betsabea sempre di Rembrandt al Louvre (1654), le evidente ascendenze italiane. Una certa affinità cromatica si riscontra con il dipinto della Mezzana.